# Celso Halilo de Abdul
Celso Halilo de Abdul, conosciuto come Mano (Xai-Xai, 28 aprile 1984), è un calciatore mozambicano, centrocampista del Desportivo Maputo.

## Carriera

### Club
Ha giocato nel campionato mozambicano e egiziano.

### Nazionale
Conta 33 presenze con la nazionale del suo Paese.

## Palmarès

### Club

#### Competizioni nazionali
- Moçambola: 2

Songo: 2017, 2018
- Taça de Moçambique: 2

Songo: 2016, 2019